# Tabanus wilkersoni
Tabanus wilkersoni är en tvåvingeart som beskrevs av David Fairchild 1983. Tabanus wilkersoni ingår i släktet Tabanus och familjen bromsar. Inga underarter finns listade i Catalogue of Life.